# Fase de grupos da Copa Libertadores da América de 2020
A fase de grupos da Copa Libertadores da América de 2020 foi disputada entre 3 de março e 22 de outubro. O sorteio dos grupos ocorreu em Luque, no Paraguai, em 17 de dezembro de 2019.
O campeão e o vice de cada grupo ao final de seis jogos disputados dentro dos grupos avançaram à fase final, iniciando a partir das oitavas. Os terceiros colocados de cada grupo foram transferidos para a segunda fase da Copa Sul-Americana de 2020.

## Critérios de desempate
De acordo com o regulamento estabelecido para as últimas edições, caso duas ou mais equipes empatassem em números de pontos ao final da fase de grupos, os seguintes critérios seriam aplicados:
1. melhor saldo de gols entre as equipes em questão;
2. maior número de gols marcados entre as equipes em questão;
3. maior número de gols marcados como visitante entre as equipes em questão;
4. ranking da CONMEBOL.

## Grupos
|  | Equipes classificadas para a fase final                                |
|  | Equipes transferidas para a segunda fase da Copa Sul-Americana de 2020 |
|  | Equipes eliminadas                                                     |

Todas as partidas estão no horário local.

### Grupo A
| Pos | Equipe                  | Pts | J | V | E | D | GP | GC | SG | Classificado               |  | FLA | IDV | JUN | BAR |
| --- | ----------------------- | --- | - | - | - | - | -- | -- | -- | -------------------------- |  | --- | --- | --- | --- |
| 1   | Flamengo                | 15  | 6 | 5 | 0 | 1 | 14 | 8  | +6 | Fase final                 |  | —   | 4–0 | 3–1 | 3–0 |
| 2   | Independiente del Valle | 12  | 6 | 4 | 0 | 2 | 14 | 8  | +6 | Fase final                 |  | 5–0 | —   | 3–0 | 2–0 |
| 3   | Junior de Barranquilla  | 6   | 6 | 2 | 0 | 4 | 8  | 12 | −4 | Play-offs da Sul-Americana |  | 1–2 | 4–1 | —   | 0–2 |
| 4   | Barcelona de Guayaquil  | 3   | 6 | 1 | 0 | 5 | 4  | 12 | −8 |                            |  | 1–2 | 0–3 | 1–2 | —   |

| 4 de março    | Barcelona de Guayaquil | 0 – 3     | Independiente del Valle                        | Estádio Monumental, Guaiaquil |
| 17:15 (UTC−5) |                        | Relatório | Torres 55' · Ortiz 87' · Pellerano 90+5' (pen) | Árbitro: CHI Roberto Tobar    |

| 4 de março    | Junior de Barranquilla | 1 – 2     | Flamengo                | Estádio Metropolitano, Barranquilla |
| 19:30 (UTC−5) | Gutiérrez 90+5'        | Relatório | Éverton Ribeiro 6', 79' | Árbitro: VEN Alexis Herrera         |

| 11 de março   | Independiente del Valle                         | 3 – 0     | Junior de Barranquilla | Estádio Olímpico Atahualpa, Quito |
| 19:30 (UTC−5) | Guerrero 60' · M. Caicedo 84' · Faravelli 90+4' | Relatório |                        | Árbitro: PER Diego Haro           |

| 11 de março   | Flamengo                                                      | 3 – 0     | Barcelona de Guayaquil | Estádio do Maracanã, Rio de Janeiro |
| 21:30 (UTC−3) | Gustavo Henrique 39' · Gabriel 45' (pen) · Bruno Henrique 53' | Relatório |                        | Árbitro: ARG Facundo Tello          |

| 17 de setembro[a] | Independiente del Valle                                                     | 5 – 0     | Flamengo | Estádio Casa Blanca, Quito |
| 19:00 (UTC−5)     | M. Caicedo 40' · Preciado 49' · Torres 58' · Sánchez 81' · B. Caicedo 90+2' | Relatório |          | Árbitro: COL Wilmar Roldán |

| 17 de setembro[a] | Barcelona de Guayaquil | 1 – 2     | Junior de Barranquilla | Estádio Monumental, Guaiaquil |
| 21:00 (UTC−5)     | Colmán 28'             | Relatório | Viera 7' · Borja 70'   | Árbitro: PER Kevin Ortega     |

| 22 de setembro[b] | Barcelona de Guayaquil | 1 – 2     | Flamengo                     | Estádio Monumental, Guaiaquil |
| 17:15 (UTC−5)     | L. Martínez 48'        | Relatório | Pedro 6' · De Arrascaeta 26' | Árbitro: PER Diego Haro       |

| 22 de setembro[b] | Junior de Barranquilla                  | 4 – 1     | Independiente del Valle | Estádio Metropolitano, Barranquilla |
| 19:30 (UTC−5)     | Valencia 44', 55', 78' · Hinestroza 85' | Relatório | Torres 20'              | Árbitro: VEN José Argote            |

| 30 de setembro[b] | Junior de Barranquilla | 0 – 2     | Barcelona de Guayaquil   | Estádio Metropolitano, Barranquilla |
| 19:30 (UTC−5)     |                        | Relatório | Castillo 45' · Álvez 46' | Árbitro: VEN Alexis Herrera         |

| 30 de setembro[b] | Flamengo                                          | 4 – 0     | Independiente del Valle | Estádio do Maracanã, Rio de Janeiro |
| 21:30 (UTC−3)     | Lincoln 26' · Pedro 30' · Bruno Henrique 51', 72' | Relatório |                         | Árbitro: ARG Fernando Rapallini     |

| 21 de outubro[c] | Independiente del Valle | 2 – 0     | Barcelona de Guayaquil | Estádio Olímpico Atahualpa, Quito |
| 19:30 (UTC−5)    | Ortiz 24' · Torres 60'  | Relatório |                        | Árbitro: ECU Luis Quiroz          |

| 21 de outubro[c] | Flamengo                                      | 3 – 1     | Junior de Barranquilla | Estádio do Maracanã, Rio de Janeiro |
| 21:30 (UTC−3)    | Thuler 10' · Lincoln 40' · Bruno Henrique 75' | Relatório | Gutiérrez 69'          | Árbitro: ARG Patricio Loustau       |

### Grupo B
| Pos | Equipe    | Pts | J | V | E | D | GP | GC | SG  | Classificado               |  | PAL | GUA | BOL | TIG |
| --- | --------- | --- | - | - | - | - | -- | -- | --- | -------------------------- |  | --- | --- | --- | --- |
| 1   | Palmeiras | 16  | 6 | 5 | 1 | 0 | 17 | 2  | +15 | Fase final                 |  | —   | 3–1 | 5–0 | 5–0 |
| 2   | Guaraní   | 13  | 6 | 4 | 1 | 1 | 13 | 7  | +6  | Fase final                 |  | 0–0 | —   | 2–0 | 4–1 |
| 3   | Bolívar   | 4   | 6 | 1 | 1 | 4 | 6  | 13 | −7  | Play-offs da Sul-Americana |  | 1–2 | 2–3 | —   | 2–0 |
| 4   | Tigre     | 1   | 6 | 0 | 1 | 5 | 3  | 17 | −14 |                            |  | 0–2 | 1–3 | 1–1 | —   |

| 4 de março    | Tigre | 0 – 2     | Palmeiras                      | Estádio José Dellagiovanna, Victoria |
| 19:15 (UTC−3) |       | Relatório | Luiz Adriano 16' · Willian 65' | Árbitro: COL Wilmar Roldán           |

| 4 de março    | Guaraní                       | 2 – 0     | Bolívar | Estádio General Pablo Rojas, Assunção |
| 21:30 (UTC−3) | Báez 4' (pen) · Bobadilla 50' | Relatório |         | Árbitro: ECU Augusto Aragón           |

| 10 de março   | Bolívar                   | 2 – 0     | Tigre | Estádio Hernando Siles, La Paz |
| 18:15 (UTC−4) | Flores 48' · Saavedra 69' | Relatório |       | Árbitro: VEN Ángel Arteaga     |

| 10 de março   | Palmeiras                  | 3 – 1     | Guaraní       | Allianz Parque, São Paulo  |
| 21:30 (UTC−3) | Luiz Adriano 53', 73', 82' | Relatório | Bobadilla 88' | Árbitro: CHI Roberto Tobar |

| 16 de setembro[a] | Bolívar      | 1 – 2     | Palmeiras                              | Estádio Hernando Siles, La Paz |
| 20:30 (UTC−4)     | Riquelme 67' | Relatório | Willian 34' (pen) · Gabriel Menino 60' | Árbitro: CHI Piero Maza        |

| 17 de setembro[a] | Guaraní                                                             | 4 – 1     | Tigre     | Estádio Defensores del Chaco, Assunção |
| 22:00 (UTC−4)     | Merlini 26' · Domínguez 67' (pen) · E. Benítez 83' · A. Benítez 90' | Relatório | Magnín 9' | Árbitro: URU Gustavo Tejera            |

| 22 de setembro[b] | Tigre      | 1 – 1     | Bolívar      | Estádio José Dellagiovanna, Victoria |
| 19:15 (UTC−3)     | Magnín 17' | Relatório | Riquelme 36' | Árbitro: CHI Roberto Tobar           |

| 23 de setembro[b] | Guaraní | 0 – 0     | Palmeiras | Estádio Defensores del Chaco, Assunção |
| 20:30 (UTC−4)     |         | Relatório |           | Árbitro: ARG Néstor Pitana             |

| 30 de setembro[b] | Palmeiras                                                         | 5 – 0     | Bolívar | Allianz Parque, São Paulo    |
| 19:15 (UTC−3)     | Willian 3' · Wesley 47' · Viña 59' · Raphael Veiga 61' · Rony 64' | Relatório |         | Árbitro: URU Leodán González |

| 1 de outubro[b] | Tigre      | 1 – 3     | Guaraní                                    | Estádio José Dellagiovanna, Victoria |
| 21:00 (UTC−3)   | Magnín 36' | Relatório | Romaña 19' · Florentín 54' · Domínguez 86' | Árbitro: CHI Roberto Tobar           |

| 21 de outubro[c] | Bolívar                      | 2 – 3     | Guaraní                                         | Estádio Hernando Siles, La Paz |
| 20:30 (UTC−4)    | Riquelme 80' · Domínguez 89' | Relatório | F. Fernández 13' · Maná 90+2' · Florentín 90+6' | Árbitro: CHI Ángelo Hermosilla |

| 21 de outubro[c] | Palmeiras                                                                     | 5 – 0     | Tigre | Allianz Parque, São Paulo     |
| 21:30 (UTC−3)    | Raphael Veiga 34' · Gómez 54' · Zé Gabriel 66' · Gabriel Veron 75' · Rony 81' | Relatório |       | Árbitro: URU Esteban Ostojich |

### Grupo C
| Pos | Equipe               | Pts | J | V | E | D | GP | GC | SG | Classificado               |  | JWI | ATP | PEN | COL |
| --- | -------------------- | --- | - | - | - | - | -- | -- | -- | -------------------------- |  | --- | --- | --- | --- |
| 1   | Jorge Wilstermann    | 10  | 6 | 3 | 1 | 2 | 8  | 5  | +3 | Fase final                 |  | —   | 2–3 | 3–1 | 2–0 |
| 2   | Athletico Paranaense | 10  | 6 | 3 | 1 | 2 | 8  | 6  | +2 | Fase final                 |  | 0–0 | —   | 1–0 | 2–0 |
| 3   | Peñarol              | 9   | 6 | 3 | 0 | 3 | 9  | 8  | +1 | Play-offs da Sul-Americana |  | 1–0 | 3–2 | —   | 3–0 |
| 4   | Colo-Colo            | 6   | 6 | 2 | 0 | 4 | 3  | 9  | −6 |                            |  | 0–1 | 1–0 | 2–1 | —   |

| 3 de março    | Athletico Paranaense | 1 – 0     | Peñarol | Arena da Baixada, Curitiba |
| 21:30 (UTC−3) | Bissoli 77'          | Relatório |         | Árbitro: PAR Éber Aquino   |

| 4 de março    | Jorge Wilstermann                 | 2 – 0     | Colo-Colo | Estádio Félix Capriles, Cochabamba |
| 18:15 (UTC−4) | Pedriel 58' · Cortés 90+4' (g.c.) | Relatório |           | Árbitro: ARG Andrés Merlos         |

| 11 de março   | Colo-Colo  | 1 – 0     | Athletico Paranaense | Estádio Monumental, Santiago |
| 19:15 (UTC−3) | Mouche 11' | Relatório |                      | Árbitro: COL Nicolás Gallo   |

| 11 de março   | Peñarol           | 1 – 0     | Jorge Wilstermann | Estádio Campeón del Siglo, Montevidéu |
| 19:15 (UTC−3) | Meleán 68' (g.c.) | Relatório |                   | Árbitro: VEN José Argote              |

| 15 de setembro[a] | Jorge Wilstermann             | 2 – 3     | Athletico Paranaense                              | Estádio Félix Capriles, Cochabamba |
| 18:15 (UTC−4)     | G. Álvarez 11' · Serginho 56' | Relatório | González 40' (pen) · Christian 74' · Walter 90+1' | Árbitro: CHI Ángelo Hermosilla     |

| 15 de setembro[a] | Colo-Colo                     | 2 – 1     | Peñarol       | Estádio Monumental, Santiago |
| 19:15 (UTC−3)     | Suazo 51' · Paredes 62' (pen) | Relatório | Pellistri 40' | Árbitro: ARG Mauro Vigliano  |

| 23 de setembro[b] | Athletico Paranaense                | 2 – 0     | Colo-Colo | Arena da Baixada, Curitiba      |
| 19:15 (UTC−3)     | Campos 7' (g.c.) · Suazo 14' (g.c.) | Relatório |           | Árbitro: ARG Fernando Rapallini |

| 24 de setembro[b] | Jorge Wilstermann                     | 3 – 1     | Peñarol       | Estádio Félix Capriles, Cochabamba |
| 18:00 (UTC−4)     | Melgar 11' (pen) · Rodríguez 45', 53' | Relatório | Formiliano 3' | Árbitro: CHI Piero Maza            |

| 29 de setembro[b] | Peñarol                                          | 3 – 0     | Colo-Colo | Estádio Campeón del Siglo, Montevidéu |
| 19:15 (UTC−3)     | Kagelmacher 23' · Torres 57' · Urretaviscaya 83' | Relatório |           | Árbitro: PAR Juan Benítez             |

| 29 de setembro[b] | Athletico Paranaense | 0 – 0     | Jorge Wilstermann | Arena da Baixada, Curitiba    |
| 21:30 (UTC−3)     |                      | Relatório |                   | Árbitro: ARG Patricio Loustau |

| 20 de outubro[c] | Peñarol                                      | 3 – 2     | Athletico Paranaense       | Estádio Campeón del Siglo, Montevidéu |
| 21:30 (UTC−3)    | Formiliano 2' · Kagelmacher 63' · Britos 81' | Relatório | González 36' · Richard 45' | Árbitro: PAR José Méndez              |

| 20 de outubro[c] | Colo-Colo | 0 – 1     | Jorge Wilstermann | Estádio Monumental, Santiago |
| 21:30 (UTC−3)    |           | Relatório | Villarroel 88'    | Árbitro: ARG Darío Herrera   |

### Grupo D
| Pos | Equipe      | Pts | J | V | E | D | GP | GC | SG  | Classificado               |  | RIV | LDU | SPA | BIN |
| --- | ----------- | --- | - | - | - | - | -- | -- | --- | -------------------------- |  | --- | --- | --- | --- |
| 1   | River Plate | 13  | 6 | 4 | 1 | 1 | 21 | 6  | +15 | Fase final                 |  | —   | 3–0 | 2–1 | 8–0 |
| 2   | LDU Quito   | 12  | 6 | 4 | 0 | 2 | 12 | 8  | +4  | Fase final                 |  | 3–0 | —   | 4–2 | 4–0 |
| 3   | São Paulo   | 7   | 6 | 2 | 1 | 3 | 14 | 11 | +3  | Play-offs da Sul-Americana |  | 2–2 | 3–0 | —   | 5–1 |
| 4   | Binacional  | 3   | 6 | 1 | 0 | 5 | 3  | 25 | −22 |                            |  | 0–6 | 0–1 | 2–1 | —   |

| 4 de março    | LDU Quito                                           | 3 – 0     | River Plate | Estádio Casa Blanca, Quito |
| 19:30 (UTC−5) | Guerra 15' · Martínez Borja 36' · Sornoza 76' (pen) | Relatório |             | Árbitro: COL Andrés Rojas  |

| 5 de março    | Binacional                 | 2 – 1     | São Paulo | Estádio Guillermo Briceño Rosamedina, Juliaca |
| 19:00 (UTC−5) | Rodríguez 50' · Arango 77' | Relatório | Pato 20'  | Árbitro: PAR José Méndez                      |

| 11 de março   | River Plate                                                                                      | 8 – 0     | Binacional | Estádio Monumental de Núñez, Buenos Aires |
| 19:15 (UTC−3) | Casco 38' · Borré 55' · Carrascal 58' · Fernández 74', 90+2' · Rojas 79' · Díaz 80' · Suárez 88' | Relatório |            | Árbitro: VEN Jesús Valenzuela             |

| 11 de março   | São Paulo                                              | 3 – 0     | LDU Quito | Estádio do Morumbi, São Paulo |
| 21:30 (UTC−3) | Reinaldo 14' (pen) · Daniel Alves 15' · Igor Gomes 61' | Relatório |           | Árbitro: URU Esteban Ostojich |

| 15 de setembro[a] | Binacional | 0 – 1     | LDU Quito  | Estádio Nacional, Lima  |
| 19:30 (UTC−5)     |            | Relatório | Zunino 30' | Árbitro: BOL Ivo Méndez |

| 17 de setembro[a] | São Paulo                              | 2 – 2     | River Plate             | Estádio do Morumbi, São Paulo |
| 19:00 (UTC−3)     | Pérez 10' (g.c.) · Angileri 83' (g.c.) | Relatório | Borré 18' · Álvarez 80' | Árbitro: URU Esteban Ostojich |

| 22 de setembro[b] | LDU Quito                                        | 4 – 2     | São Paulo                 | Estádio Casa Blanca, Quito |
| 19:30 (UTC−5)     | Martínez Borja 21' · Julio 36', 45+1' · Arce 76' | Relatório | Brenner 60' · Tréllez 82' | Árbitro: COL Wilmar Roldán |

| 22 de setembro[b] | Binacional | 0 – 6     | River Plate                                                                   | Estádio Nacional, Lima   |
| 19:30 (UTC−5)     |            | Relatório | De La Cruz 15' · Suárez 25' · Álvarez 36' · Fernández 70' · Pratto 84', 90+2' | Árbitro: BOL Gery Vargas |

| 29 de setembro[b] | LDU Quito                                              | 4 – 0     | Binacional | Estádio Casa Blanca, Quito |
| 19:30 (UTC−5)     | Otoya 2' (g.c.) · Mancilla 14' (g.c.) · Muñoz 58', 81' | Relatório |            | Árbitro: COL Jhon Ospina   |

| 30 de setembro[b] | River Plate      | 2 – 1     | São Paulo       | Estádio Libertadores de América, Avellaneda |
| 21:30 (UTC−3)     | Álvarez 11', 37' | Relatório | Diego Costa 26' | Árbitro: CHI Cristian Garay                 |

| 20 de outubro[c] | River Plate                             | 3 – 0     | LDU Quito | Estádio Libertadores de América, Avellaneda |
| 21:30 (UTC−3)    | Borré 53' · Álvarez 60' · Carrascal 89' | Relatório |           | Árbitro: CHI Roberto Tobar                  |

| 20 de outubro[c] | São Paulo                                                    | 5 – 1     | Binacional | Estádio do Morumbi, São Paulo |
| 21:30 (UTC−3)    | Vitor Bueno 7' · Brenner 35' · Pablo 50', 84' · Arboleda 53' | Relatório | Deza 40'   | Árbitro: ARG Facundo Tello    |

### Grupo E
| Pos | Equipe               | Pts | J | V | E | D | GP | GC | SG | Classificado               |  | GRE | INT | UCA | AMC |
| --- | -------------------- | --- | - | - | - | - | -- | -- | -- | -------------------------- |  | --- | --- | --- | --- |
| 1   | Grêmio               | 11  | 6 | 3 | 2 | 1 | 6  | 3  | +3 | Fase final                 |  | —   | 0–0 | 2–0 | 1–1 |
| 2   | Internacional        | 8   | 6 | 2 | 2 | 2 | 8  | 6  | +2 | Fase final                 |  | 0–1 | —   | 3–0 | 4–3 |
| 3   | Universidad Católica | 7   | 6 | 2 | 1 | 3 | 5  | 8  | −3 | Play-offs da Sul-Americana |  | 2–0 | 2–1 | —   | 1–2 |
| 4   | América de Cali      | 6   | 6 | 1 | 3 | 2 | 6  | 8  | −2 |                            |  | 0–2 | 0–0 | 1–1 | —   |

| 3 de março    | Internacional                            | 3 – 0     | Universidad Católica | Estádio Beira-Rio, Porto Alegre |
| 19:15 (UTC−3) | Guerrero 62', 67' · Marcos Guilherme 71' | Relatório |                      | Árbitro: VEN Ángel Arteaga      |

| 3 de março    | América de Cali | 0 – 2     | Grêmio                                   | Estádio Pascual Guerrero, Cáli  |
| 19:30 (UTC−5) |                 | Relatório | Victor Ferraz 15' · Matheus Henrique 50' | Árbitro: ECU Guillermo Guerrero |

| 10 de março   | Universidad Católica | 1 – 2     | América de Cali          | Estádio San Carlos de Apoquindo, Santiago |
| 19:15 (UTC−3) | Núñez 45+1'          | Relatório | Vergara 22' · Pisano 53' | Árbitro: URU Gustavo Tejera               |

| 12 de março   | Grêmio | 0 – 0     | Internacional | Arena do Grêmio, Porto Alegre   |
| 21:00 (UTC−3) |        | Relatório |               | Árbitro: ARG Fernando Rapallini |

| 16 de setembro[a] | Internacional                          | 4 – 3     | América de Cali                      | Estádio Beira-Rio, Porto Alegre |
| 19:15 (UTC−3)     | Hernández 1', 32' · Boschilia 19', 90' | Relatório | Vergara 28' · Ramos 49' · Moreno 78' | Árbitro: ARG Facundo Tello      |

| 16 de setembro[a] | Universidad Católica         | 2 – 0     | Grêmio | Estádio San Carlos de Apoquindo, Santiago |
| 21:30 (UTC−3)     | Zampedri 44' · Pinares 45+1' | Relatório |        | Árbitro: ARG Darío Herrera                |

| 23 de setembro[b] | América de Cali | 1 – 1     | Universidad Católica | Estádio Pascual Guerrero, Cáli |
| 19:30 (UTC−5)     | Vergara 4'      | Relatório | Zampedri 34'         | Árbitro: VEN Jesús Valenzuela  |

| 23 de setembro[b] | Internacional | 0 – 1     | Grêmio   | Estádio Beira-Rio, Porto Alegre |
| 21:30 (UTC−3)     |               | Relatório | Pepê 74' | Árbitro: ARG Patricio Loustau   |

| 29 de setembro[b] | Grêmio                   | 2 – 0     | Universidad Católica | Arena do Grêmio, Porto Alegre |
| 19:15 (UTC−3)     | Pepê 47' · Rodrigues 63' | Relatório |                      | Árbitro: ARG Facundo Tello    |

| 29 de setembro[b] | América de Cali | 0 – 0     | Internacional | Estádio Pascual Guerrero, Cáli  |
| 19:30 (UTC−5)     |                 | Relatório |               | Árbitro: ECU Guillermo Guerrero |

| 22 de outubro[c] | Universidad Católica | 2 – 1     | Internacional          | Estádio San Carlos de Apoquindo, Santiago |
| 21:30 (UTC−3)    | Zampedri 25', 89'    | Relatório | D'Alessandro 24' (pen) | Árbitro: ARG Mauro Vigliano               |

| 22 de outubro[c] | Grêmio                   | 1 – 1     | América de Cali      | Arena do Grêmio, Porto Alegre   |
| 21:30 (UTC−3)    | Diego Souza 90+11' (pen) | Relatório | Kannemann 53' (g.c.) | Árbitro: ARG Fernando Rapallini |

### Grupo F
| Pos | Equipe                | Pts | J | V | E | D | GP | GC | SG | Classificado               |  | CNF | RAC | EDM | ALI |
| --- | --------------------- | --- | - | - | - | - | -- | -- | -- | -------------------------- |  | --- | --- | --- | --- |
| 1   | Nacional              | 15  | 6 | 5 | 0 | 1 | 9  | 3  | +6 | Fase final                 |  | —   | 1–2 | 1–0 | 2–0 |
| 2   | Racing                | 15  | 6 | 5 | 0 | 1 | 9  | 4  | +5 | Fase final                 |  | 0–1 | —   | 2–1 | 1–0 |
| 3   | Estudiantes de Mérida | 4   | 6 | 1 | 1 | 4 | 8  | 12 | −4 | Play-offs da Sul-Americana |  | 1–3 | 1–2 | —   | 3–2 |
| 4   | Alianza Lima          | 1   | 6 | 0 | 1 | 5 | 4  | 11 | −7 |                            |  | 0–1 | 0–2 | 2–2 | —   |

| 5 de março    | Estudiantes de Mérida | 1 – 2     | Racing                    | Estádio Metropolitano, Mérida |
| 18:00 (UTC−4) | J. Rivas 48'          | Relatório | Reniero 71' · Zaracho 84' | Árbitro: BRA Raphael Claus    |

| 5 de março    | Alianza Lima | 0 – 1     | Nacional     | Estádio Alejandro Villanueva, Lima |
| 21:00 (UTC−5) |              | Relatório | Rodríguez 1' | Árbitro: BRA Bruno Arleu           |

| 12 de março   | Nacional     | 1 – 0     | Estudiantes de Mérida | Estádio Gran Parque Central, Montevidéu |
| 19:00 (UTC−3) | Carballo 69' | Relatório |                       | Árbitro: BRA Wilton Sampaio             |

| 12 de março   | Racing      | 1 – 0     | Alianza Lima | Estádio El Cilindro, Avellaneda |
| 21:00 (UTC−3) | Reniero 56' | Relatório |              | Árbitro: PAR José Méndez        |

| 16 de setembro[a] | Estudiantes de Mérida                          | 3 – 2     | Alianza Lima                | Estádio Metropolitano, Mérida |
| 18:15 (UTC−4)     | E. Rivas 64' · Mena 81' · J. Rivas 90+7' (pen) | Relatório | Gómez 51' (pen) · Arroe 54' | Árbitro: COL Nicolás Gallo    |

| 17 de setembro[a] | Racing | 0 – 1     | Nacional            | Estádio El Cilindro, Avellaneda |
| 17:00 (UTC−3)     |        | Relatório | Bergessio 53' (pen) | Árbitro: CHI Cristian Garay     |

| 22 de setembro[b] | Estudiantes de Mérida | 1 – 3     | Nacional                            | Estádio Metropolitano, Mérida |
| 18:15 (UTC−4)     | R. Rivas 45+1'        | Relatório | Vecino 6', 60' (pen) · Orihuela 27' | Árbitro: COL Andrés Rojas     |

| 23 de setembro[b] | Alianza Lima | 0 – 2     | Racing                 | Estádio Alejandro Villanueva, Lima |
| 19:30 (UTC−5)     |              | Relatório | Banega 87' · Garré 90' | Árbitro: BOL Ivo Méndez            |

| 30 de setembro[b] | Nacional        | 1 – 2     | Racing                          | Estádio Gran Parque Central, Montevidéu |
| 19:15 (UTC−3)     | Soto 53' (g.c.) | Relatório | Reniero 17' · Fértoli 76' (pen) | Árbitro: PAR José Méndez                |

| 30 de setembro[b] | Alianza Lima           | 2 – 2     | Estudiantes de Mérida         | Estádio Alejandro Villanueva, Lima |
| 19:30 (UTC−5)     | Arroe 3' · Rubio 90+5' | Relatório | J. Rivas 35' (pen), 67' (pen) | Árbitro: BOL Gery Vargas           |

| 21 de outubro[c] | Nacional                  | 2 – 0     | Alianza Lima | Estádio Gran Parque Central, Montevidéu |
| 19:15 (UTC−3)    | Bergessio 8' · Trezza 31' | Relatório |              | Árbitro: PAR Juan Benítez               |

| 21 de outubro[c] | Racing                    | 2 – 1     | Estudiantes de Mérida | Estádio El Cilindro, Avellaneda |
| 19:15 (UTC−3)    | Melgarejo 60' · Rojas 86' | Relatório | Plazas 66'            | Árbitro: URU Andrés Cunha       |

### Grupo G
| Pos | Equipe             | Pts | J | V | E | D | GP | GC | SG | Classificado               |  | SAN | DEL | DYJ | OLI |
| --- | ------------------ | --- | - | - | - | - | -- | -- | -- | -------------------------- |  | --- | --- | --- | --- |
| 1   | Santos             | 16  | 6 | 5 | 1 | 0 | 10 | 5  | +5 | Fase final                 |  | —   | 1–0 | 2–1 | 0–0 |
| 2   | Delfín             | 7   | 6 | 2 | 1 | 3 | 6  | 7  | −1 | Fase final                 |  | 1–2 | —   | 3–0 | 1–1 |
| 3   | Defensa y Justicia | 6   | 6 | 2 | 0 | 4 | 8  | 10 | −2 | Play-offs da Sul-Americana |  | 1–2 | 3–0 | —   | 2–1 |
| 4   | Olimpia            | 5   | 6 | 1 | 2 | 3 | 6  | 8  | −2 |                            |  | 2–3 | 0–1 | 2–1 | —   |

| 3 de março    | Defensa y Justicia | 1 – 2     | Santos                      | Estádio Norberto Tomaghello, Florencio Varela |
| 19:15 (UTC−3) | Rodríguez 45+1'    | Relatório | Jobson 72' · Kaio Jorge 86' | Árbitro: URU Gustavo Tejera                   |

| 4 de março    | Delfín     | 1 – 1     | Olimpia         | Estádio Jocay, Manta         |
| 19:30 (UTC−5) | Alaníz 69' | Relatório | Cangá 5' (g.c.) | Árbitro: URU Leodán González |

| 10 de março   | Santos              | 1 – 0     | Delfín | Estádio Vila Belmiro, Santos |
| 19:15 (UTC−3) | Lucas Veríssimo 30' | Relatório |        | Árbitro: PER Kevin Ortega    |

| 11 de março   | Olimpia                    | 2 – 1     | Defensa y Justicia | Estádio Manuel Ferreira, Assunção |
| 21:30 (UTC−3) | Rolón 60' · Montenegro 80' | Relatório | Benítez 90+1'      | Árbitro: PER Víctor Carrillo      |

| 15 de setembro[a] | Santos | 0 – 0     | Olimpia | Estádio Vila Belmiro, Santos |
| 21:30 (UTC−3)     |        | Relatório |         | Árbitro: URU Leodán González |

| 17 de setembro[a] | Defensa y Justicia                       | 3 – 0     | Delfín | Estádio Norberto Tomaghello, Florencio Varela |
| 19:00 (UTC−3)     | Romero 52' · Hachen 55' · Leguizamón 79' | Relatório |        | Árbitro: CHI Roberto Tobar                    |

| 23 de setembro[b] | Defensa y Justicia       | 2 – 1     | Olimpia   | Estádio Norberto Tomaghello, Florencio Varela |
| 19:15 (UTC−3)     | Camacho 20' · Romero 62' | Relatório | Pitta 75' | Árbitro: CHI Cristian Garay                   |

| 24 de setembro[b] | Delfín    | 1 – 2     | Santos                      | Estádio Jocay, Manta      |
| 21:00 (UTC−5)     | Rojas 74' | Relatório | Marinho 18' · Jean Mota 82' | Árbitro: PER Kevin Ortega |

| 1 de outubro[b] | Olimpia          | 2 – 3     | Santos                                           | Estádio Manuel Ferreira, Assunção |
| 18:00 (UTC−4)   | Recalde 22', 33' | Relatório | Sánchez 14' (pen) · Marinho 40' · Kaio Jorge 58' | Árbitro: ARG Néstor Pitana        |

| 1 de outubro[b] | Delfín                                 | 3 – 0     | Defensa y Justicia | Estádio Jocay, Manta    |
| 21:00 (UTC−5)   | Corozo 12' · Valencia 72' · Garcés 75' | Relatório |                    | Árbitro: PER Diego Haro |

| 20 de outubro[c] | Olimpia | 0 – 1     | Delfín  | Estádio Manuel Ferreira, Assunção |
| 19:15 (UTC−3)    |         | Relatório | Ale 81' | Árbitro: URU Gustavo Tejera       |

| 20 de outubro[c] | Santos                                  | 2 – 1     | Defensa y Justicia | Estádio Vila Belmiro, Santos |
| 19:15 (UTC−3)    | Lucas Braga 78' · Marcos Leonardo 90+1' | Relatório | Romero 51'         | Árbitro: URU Leodán González |

### Grupo H
| Pos | Equipe                 | Pts | J | V | E | D | GP | GC | SG | Classificado               |  | BOC | LIB | CAR | DIM |
| --- | ---------------------- | --- | - | - | - | - | -- | -- | -- | -------------------------- |  | --- | --- | --- | --- |
| 1   | Boca Juniors           | 14  | 6 | 4 | 2 | 0 | 10 | 1  | +9 | Fase final                 |  | —   | 0–0 | 3–0 | 3–0 |
| 2   | Libertad               | 7   | 6 | 2 | 1 | 3 | 8  | 11 | −3 | Fase final                 |  | 0–2 | —   | 3–2 | 2–4 |
| 3   | Caracas                | 7   | 6 | 2 | 1 | 3 | 8  | 12 | −4 | Play-offs da Sul-Americana |  | 1–1 | 2–1 | —   | 0–2 |
| 4   | Independiente Medellín | 6   | 6 | 2 | 0 | 4 | 9  | 11 | −2 |                            |  | 0–1 | 1–2 | 2–3 | —   |

| 3 de março    | Independiente Medellín | 1 – 2     | Libertad                   | Estádio Atanasio Girardot, Medellín |
| 19:30 (UTC−5) | Murillo 59'            | Relatório | Bocanegra 3' · Cardozo 28' | Árbitro: PER Kevin Ortega           |

| 3 de março    | Caracas       | 1 – 1     | Boca Juniors | Estádio Olímpico da UCV, Caracas |
| 20:30 (UTC−4) | Hernández 55' | Relatório | Ábila 25'    | Árbitro: URU Esteban Ostojich    |

| 10 de março   | Boca Juniors                  | 3 – 0     | Independiente Medellín | Estádio La Bombonera, Buenos Aires |
| 21:30 (UTC−3) | Salvio 35', 57' · Reynoso 72' | Relatório |                        | Árbitro: ECU Guillermo Guerrero    |

| 10 de março   | Libertad                       | 3 – 2     | Caracas                    | Estádio General Pablo Rojas, Assunção |
| 21:30 (UTC−3) | Ferreira 19', 64' · Franco 80' | Relatório | Contreras 26' · Blanco 43' | Árbitro: CHI Ángelo Hermosilla        |

| 16 de setembro[a] | Independiente Medellín         | 2 – 3     | Caracas                                 | Estádio Atanasio Girardot, Medellín |
| 19:30 (UTC−5)     | Reina 45+3' (pen) · Castro 46' | Relatório | Fereira 6' · Contreras 24' · Blanco 54' | Árbitro: ECU Carlos Orbe            |

| 17 de setembro[a] | Libertad | 0 – 2     | Boca Juniors   | Estádio General Pablo Rojas, Assunção |
| 20:00 (UTC−4)     |          | Relatório | Salvio 6', 84' | Árbitro: BRA Rodolpho Toski           |

| 23 de setembro[b] | Caracas                              | 2 – 1     | Libertad     | Estádio Olímpico da UCV, Caracas |
| 18:15 (UTC−4)     | Echeverría 48' (pen) · Guarirapa 87' | Relatório | Espinoza 44' | Árbitro: COL Nicolás Gallo       |

| 24 de setembro[b] | Independiente Medellín | 0 – 1     | Boca Juniors | Estádio Atanasio Girardot, Medellín |
| 19:00 (UTC−5)     |                        | Relatório | Salvio 88'   | Árbitro: ECU Augusto Aragón         |

| 29 de setembro[b] | Boca Juniors | 0 – 0     | Libertad | Estádio La Bombonera, Buenos Aires |
| 21:30 (UTC−3)     |              | Relatório |          | Árbitro: CHI Roberto Tobar         |

| 30 de setembro[b] | Caracas | 0 – 2     | Independiente Medellín   | Estádio Olímpico da UCV, Caracas |
| 18:15 (UTC−4)     |         | Relatório | Castro 58' · Murillo 66' | Árbitro: ECU Carlos Orbe         |

| 22 de outubro[c] | Libertad                   | 2 – 4     | Independiente Medellín                              | Estádio General Pablo Rojas, Assunção |
| 21:30 (UTC−3)    | Martínez 4' · Ferreira 79' | Relatório | Angulo 37' · Estupiñán 60' · Reina 63' · Monges 71' | Árbitro: ARG Néstor Pitana            |

| 22 de outubro[c] | Boca Juniors               | 3 – 0     | Caracas | Estádio La Bombonera, Buenos Aires |
| 21:30 (UTC−3)    | López 27' · Tévez 33', 44' | Relatório |         | Árbitro: URU Christian Ferreyra    |